# Knut Söderwall
Knut Emil Söderwall, född 14 december 1874 i Ronneby, död 14 januari 1980 i Engelbrekts församling, Stockholm, var en svensk jurist.
Söderwall blev juris kandidat vid Lunds universitet 1897. Han blev notarie i Hovrätten över Skåne och Blekinge 1906, revisionssekreterare 1911, expeditionschef i lantförsvarsdepartementet 1917, tillförordnad statssekreterare i försvarsdepartementet 1920 och statssekreterare 1922. Han var regeringsråd 1923–1943. Från 1937 var han Regeringsrättens äldsta ledamot och dess ordförande.
Knut Söderwall var son till läkaren Per Emil Söderwall och brorson till akademiledamoten Knut Fredrik Söderwall samt far till Margreta Söderwall. Han blev 105 år gammal.